# Tetlicuil
Tetlicuil är en ort i Mexiko.   Den ligger i kommunen Huazalingo och delstaten Hidalgo, i den sydöstra delen av landet, 180 km norr om huvudstaden Mexico City. Tetlicuil ligger 635 meter över havet och antalet invånare är 105.
Terrängen runt Tetlicuil är kuperad åt sydost, men åt nordväst är den bergig. Terrängen runt Tetlicuil sluttar österut. Runt Tetlicuil är det ganska tätbefolkat, med 129 invånare per kvadratkilometer. Närmaste större samhälle är Jaltocan, 18,2 km norr om Tetlicuil. I omgivningarna runt Tetlicuil växer huvudsakligen savannskog.